# Azela Robinson
Azela Jacqueline Robinson Cañedo (Londres, 26 de agosto de 1965), conocida como Azela Robinson, es una actriz británico-mexicana.

## Biografía

### Inicios
Azela Jacqueline Robinson nació en Londres, Reino Unido. Su madre, Nadja Cañedo era mexicana y su papá, Alan Robinson era británico.
Comenzó su formación profesional como actriz en 1980 dentro de la Bristol Old Vic Theatre School, en Bristol, Reino Unido. Eventualmente, entre 1982 y 1983 tomó cursos en la National Theatre de Londres. Cuando tuvo la libertad de decisión, se vino a vivir a la Ciudad de México.

### Cine
Una vez en México, Azela comienza su carrera como actriz en el cine. Debutó en el videohome Traficantes del vicio (1990), junto a Mario Almada y Felicia Mercado. A partir de ese momento y hasta 1993, Azela trabaja en aproximadamente una veintena de películas, principalmente de los géneros de comedia y acción. De ellas destacan cintas como Sor Batalla (1990), con María Antonieta de las Nieves "La Chilindrina"; La mujer judicial (1990), de nuevo junto a Mario Almada; El extensionista (1991), junto a Eduardo Palomo; Mujer de cabaret (1991), de Julián Pastor, con Maribel Guardia y Leonardo Daniel; El trono del infierno (1992), con Sergio Goyri y Jorge Luke o Dama de noche (1993), con Rafael Sánchez-Navarro y Cecilia Toussaint, entre otras más. Su participación cada vez más frecuente en la televisión, provocan que paulatinamente se aleje del cine.
En épocas más recientes, sus actuaciones más destacadas en el cine las realiza en cintas como Espejo retrovisor (2002), con Manuel Ojeda, Contratiempo (2011), con Michel Brown y Tus feromónas me matan (2016), con Alberto Guerra y Julieta Egurrola, entre otras más.

### Televisión
Azela debutó en la televisión mexicana en un capítulo de la célebre serie televisiva de terror y suspenso La hora marcada, en 1990. En 1995 obtiene su primer personaje en una telenovela de la mano del productor Enrique Segoviano en la telenovela Pobre niña rica, junto a Victoria Ruffo y Paulina Rubio. En 1996 interpreta a Dinorah Faberman, uno de los personajes más importantes y recordados de su carrera, en la telenovela Cañaveral de pasiones, producida por Humberto Zurita y Christian Bach y compartiendo crédito con Daniela Castro, Juan Soler y Angélica Aragón, entre otros. Gracias a su interpretación, Azela se convierte en una de las villanas más destacadas de las telenovelas mexicanas.
Como villana trabaja en melodramas como La usurpadora (1998), Laberintos de pasión (1999) y Mi destino eres tú (2000). En 2001 interpreta a Francisca otro de sus personajes más recordados en la telenovela El manantial, producida por Carla Estrada, al lado de Adela Noriega, Daniela Romo y Alejandro Tommasi.
En 2002 interpretó a uno de sus pocos personajes no antagónicos en la telenovela La otra, producción de Ernesto Alonso. En 2005 interpreta a Apolonia, otro de sus personajes antagónicos más exitosos en la telenovela Contra viento y marea, formando célebre mancuerna con la actriz Beatriz Sheridan. En 2006 participa en la telenovela Mundo de fieras, donde nuevamente interpreta a un personaje no antagónico.
En 2007 muestra otra faceta de su carrera al formar parte del grupo de conductoras del programa de televisión Metrópolis. Participa también en las series televisivas S.O.S.: Sexo y otros secretos (2007) y Central de abastos (2008). En esta última interpreta a uno de los personajes estelares. En 2009 la actriz también participa en uno de los episodios de la serie televisiva Mujeres asesinas, junto a la actriz María Sorté.
En 2010, Azela realiza otra memorable actuación en la telenovela Llena de amor, donde interpreta a Fedra, villana principal de la historia. Comparte créditos con Ariadne Díaz, Valentino Lanús y César Évora, entre otros.
En 2014, Azela se integra al elenco de la telenovela Yo no creo en los hombres, de Giselle González, protagonizada por Adriana Louvier y Gabriel Soto. Por su interpretación del personaje de Josefa, la actriz obtiene el Premio TVyNovelas en la categoría de Mejor actriz antagónica.
En 2016, la actriz interpreta el personaje antagónico femenino principal de la telenovela Vino el amor.
En 2017, Azela junto con otros actores como Patricia Reyes Spíndola, Otto Sirgo, Silvia Mariscal, Raquel Pankowsky e Irina Areu, forman el grupo Talento Libre Latinoamericano, enfocado a conseguir opciones de trabajo para primeros actores en diversos medios en toda América Latina.
En el 2021 Azela Robinson debuta como directora de escena en la telenovela ¿Qué le pasa a mi familia? producida por Juan Osorio.

### Teatro
Azela Robinson ha participado en algunos destacados montajes teatrales en México. De ellos destacan Todos a la piscina (1991), Trilogía amorosa (1993), el clásico ¿Quién le teme a Virginia Woolf? (1995), con Rogelio Guerra y Juan ignacio Aranda, dirigidos por Enrique Rentería; La casa de Bernarda Alba (2002), de Federico García Lorca, junto a las primeras actrices Ofelia Guilmáin, María Rubio y Aurora Molina; Hombres (2005), con Patricia Reyes Spíndola, María Rojo y otras más; Orinoco (2007), dirigida por Benjamín Cann, al aldo de Cynthia Klitbo; El equilibrista (2008), dirigida por Roberto D'Amico y junto a Ricardo Fastlicht; Macbeth (2008), dirigida por Leonardo Ayala, con Monica Dionne; Doce mujeres en pugna (2009), producida por Jorge Ortiz de Pinedo, junto a Yolanda Mérida, Laura Zapata, Leticia Calderón y otras más; La ronda de las arpías (2009), con Ofelia Medina, Victoria Ruffo y Magda Guzmán; Tu tampoco eres normal (2011), dirigida por Humberto Zurita, junto a Alexis Ayala; Baño de mujeres (2013), bajo la dirección de Roberto D'Amico, con Sylvia Pasquel, Ofelia Medina y otras más, y Made in Mexico (2015), con Juan Ferrara, Rafael Inclán y Socorro Bonilla.

## Filmografía

### Actuación
Telenovelas
- El amor no tiene receta (2024) - Elvira Moncada[6]
- Cabo (2023) - Lucía Alarcón[7][8]
- Mujer de nadie (2022) - Alejandra Madrigal de Horta[9]
- Los ricos también lloran (2022) - Elena Suárez[10]
- La desalmada (2021) - Martina Fernández[11]
- Como tú no hay dos (2020) - Luz María Molina "Luchita"[12][13]
- Médicos, línea de vida (2019) - Paula Ruiz Ortega
- Cuna de lobos (2019) - Gélica Andrade[14]
- Por amar sin ley (2018-2019) - Paula Ruiz Ortega
- Vino el amor (2016-2017) - Lilian Palacios
- Yo no creo en los hombres (2014-2015) - Josefa Cabrera
- Cachito de cielo (2012) - Teresa "Teté" De Franco de Landeros
- Llena de amor (2010-2011) - Fedra Curiel de Ruiz y de Teresa / Juana Felipa Pérez
- Sortilegio (2009) - Elena Miranda de Kruguer
- Mundo de fieras (2006-2007) - Dolores Farías
- Contra viento y marea (2005) - Apolonia Rudell de Serrano
- Bajo la misma piel (2003-2004) - Regina Ortiz Escalante
- La otra (2002) - Mireya Ocampo
- El manantial (2001-2002) - Francisca Rivero de Valdés
- Mi destino eres tú (2000) - Isaura Becker
- Laberintos de pasión (1999-2000) - Carmina Roldán Montero de Valencia
- La usurpadora (1998) - Elvira
- Cañaveral de pasiones (1996) - Dinorah Faberman de Santos
- Pobre niña rica (1995-1996) - Ana Luisa Cañedo de Villagrán
- La última esperanza (1993)

Programas
- La jefa (2025) - Maribel Ortiz[15]
- Falsa identidad (2018-2021) - Ramona Flores[16]
- Por siempre Joan Sebastian (2016) - Marisa[17]
- Estrella2 (2014) - Invitada
- Cásate conmigo, mi amor (2013) - Psicóloga Carmen
- Nueva vida (2013)
- La rosa de Guadalupe (2011) - Claudia
- Tiempo final (2009) - Sonia
- Mujeres asesinas (2009) - Blanca
- Adictos (2009) - Mónica
- Central de abasto (2008) - La Güera
- Metrópolis (2007) - Ella misma
- S.O.S.: Sexo y otros secretos (2007) - Lucía
- Mujeres (2005) - Lucía
- Bajo el mismo techo (2005) - Manuelita
- Mujer, casos de la vida real (1997-2004)
- La hora marcada (1990)

Cine
- Lady Rancho (2019)[18]
- Tus feromonas me matan (2016)
- Agua Blanca (2014) - Rosario
- Ayer, hoy y siempre (2012) - Herodias
- Contratiempo (2011) - La Doña
- Al final del éxtasis (2011) - Carmen
- Tres trinqueteros de Acapulco (2006)
- El corrido de Luis Pulido (2004)
- Atrapada (2003)
- Espejo retrovisor (2002) - Madre de Paloma
- La tumba de un jinete (2000)
- Para matar al presidente (1999)
- Carmela la Michoacana (1998)
- Soy el jefe de jefes (1998)
- Por tu culpa (1998)
- El aguinaldo (1997)
- El gato de la sierra (1997)
- El sexenio de la muerte (1997) - Silvia
- La joya más preciada (1997)
- Tiempo de llorar (1996)
- Sueños de muerte (1995) - Adelina Juárez
- La risa en vacaciones 6 (1995) - Azela
- Los talacheros (1995)
- Atrapados en la venganza (1994)
- La risa en vacaciones 5 (1994) - Azela
- Las pasiones del poder (1994) - Mónica
- Suerte en la vida "La lotería III" (1994)
- Trampa de hielo (1994)
- Un indio quiere llorar (1994)
- El trono del infierno (1994)
- La risa en vacaciones 4 (1994) - Azela
- El águila real (1994)
- El salario de la muerte (1993)
- Pelea de colosos (1993)
- Entre el amor y la muerte (1993)
- Yo hice a Roque III (1993)
- Yo no la maté (1993)
- Dama de la noche (1993)
- Apocalipsis infernal (1993)
- Por error (1993)
- Dos fuerzas (1992)
- La dama y el judicial (1992)
- La furia del vengador (1992)
- La mula (1992)
- Cuentos de suspenso (1992)
- El bizcocho del panadero (1991) - Lupita
- Escuadrón suicida (1991)
- Judicial pero honrado (1991)
- Dos nacos en el planeta de las mujeres (1991)
- ¡Mátenme porque me muero! (1991) - Martina
- Fin de semana en Garibaldi (1991)
- El ninja mexicano (1991)
- Mujer de cabaret (1991)
- El extensionista (1991) - Rarotonga
- Alarido del terror (1991)
- Isla para tres (1991)
- Sabueso (1991)
- Mátalos, Johnny (1991)
- El árbol vacío (1991)
- Los insepultos (1991)
- Agua roja (1990)
- La mujer judicial (1990) - Jefe de banda
- Los cuates del Pirruris (1990)
- Investigador privado... muy privado (1990)
- Sor batalla (1990)
- Dos rateros de altura (1990)
- Los fugitivos (1990)
- Reportaje sangriento (1990)
- Traficantes del vicio (1990)

Teatro
- Made in México (2014-2015)[19]
- Baño de mujeres (2012)
- La ronda de las arpías (2009)[20]
- 12 mujeres en pugna (2009)[21]
- Macbeth (2008)
- El equilibrista (2008)[22]
- Orinoco (2007)
- Hombres (2005)
- La casa de Bernarda Alba (2002)
- Batas blancas no ofenden (1999)
- ¿Quién teme a Virginia Woolf? (1995)
- Cena de matrimonios (1994)
- Trilogía amorosa (1993)
- Todos a la piscina (1991)

### Dirección
- ¿Qué le pasa a mi familia? (2021)

## Premios y reconocimientos

### Premios TVyNovelas
| Año  | Categoría               | Telenovela                | Resultado |
| ---- | ----------------------- | ------------------------- | --------- |
| 2017 | Mejor actriz antagónica | Vino el amor              | Ganadora  |
| 2015 | Mejor actriz antagónica | Yo no creo en los hombres | Nominada  |
| 2011 | Mejor actriz antagónica | Llena de amor             | Nominada  |
| 2003 | Mejor actriz de reparto | La otra                   | Nominada  |
| 1997 | Mejor actriz antagónica | Cañaveral de pasiones     | Nominada  |

### Premios Bravo
| Año  | Categoría               | Telenovela                | Resultado |
| ---- | ----------------------- | ------------------------- | --------- |
| 2015 | Mejor actriz antagónica | Yo no creo en los hombres | Ganadora  |

### Premios Palmas de Oro
| Año  | Categoría               | Telenovela           | Resultado |
| ---- | ----------------------- | -------------------- | --------- |
| 2000 | Mejor actriz antagónica | Laberintos de pasión | Ganadora  |

### Premios ACTP
| Año  | Categoría                         | Obra                          | Resultado |
| ---- | --------------------------------- | ----------------------------- | --------- |
| 2008 | Mejor actriz                      | Macbeth                       | Ganadora  |
| 2003 | Mejor actriz de reparto en Teatro | Cena de matrimonios           | Ganadora  |
| 2002 | Mejor actriz de reparto en Drama  | La casa de Bernarda Alba      | Ganadora  |
| 1995 | Mejor actriz de reparto en Drama  | ¿Quién teme a Virginia Woolf? | Ganadora  |